# Рали Ралчев
Рали Ралчев е български кинооператор, член на Асоциацията на българските оператори.

## Биография
Завършва операторско майсторство в НАТФИЗ Кръстьо Сарафов (1982). По-известен е с работата си по филмите „Лунен баща“ (1999), „Самсара“ (2001) и „Тилт“ (2011).

## Отличия
- Награда за операторско майсторство от Италианската филмова академия „Нестор Алмендрос“ за „Самсара“ и „Лунен баща“ (1992)

## Филмография
- Джулай (2012)
- Тилт (2011)
- Кецове (2011)
- Миграцията на паламуда (2011)
- Раци (2009)
- Разследване ‎(2006)
- Маймуни през зимата ‎(2006)
- Обърната елха ‎(2006)
- Самсара ‎(2001)
- Вълците (тв, 1999)
- Лунен баща (1999)
- Бягството на заека (1998)
- Търкалящи се камъни (1995)
- Парчета любов ‎(1987)
- Само ти, сърце (1987)
- Елегия за едно дърво‎ (1984)

като актьор:
- Смъртта може да почака (1985)